# Guntram Schulze-Wegener
Guntram Schulze-Wegener (* 2. August 1965 in Kassel) ist ein deutscher Journalist und Historiker.

## Leben
Nach vierjährigem Dienst als Soldat auf Zeit der Bundeswehr von 1985 bis 1989 studierte Schulze-Wegener Neuere und Neueste Geschichte, Slawische Philologie und Osteuropäische Geschichte an der Philipps-Universität Marburg und der Christian-Albrechts-Universität Kiel. Schulze-Wegener promovierte 1996 bei Michael Salewski. 1998 begann er eine Ausbildung zum Redakteur beim Schleswig-Holsteinischen Zeitungsverlag (shz) und wechselte 1999 zur Pabel-Moewig Verlag GmbH (Bauer Media Group). Dort war Schulze-Wegener unter anderem verantwortlich für die Heftreihe „Der Landser“ sowie bis 2014 als Chefredakteur für die Publikumszeitschrift Militär & Geschichte. Er ist Herausgeber von Militär & Geschichte und des Marinemagazins Schiff Classic, das er zugleich redaktionell verantwortet (beide GeraMond Verlag, München). Seit 2024 ist er Herausgeber von Köhlers Flottenkalender. Zudem ist er Autor mehrerer militärhistorischer Monografien. Guntram Schulze-Wegener ist Fregattenkapitän der Reserve und wurde 2006 mit dem Ehrenkreuz der Bundeswehr in Gold ausgezeichnet.

## Rezeption
Im Marineforum wird der von Schulze-Wegener verantwortete Köhlers Flottenkalender 2025 vorgestellt: „Mehr als drei Jahrzehnte lang prägte Hans Jürgen Witthöft das Gesicht des bekannten Flottenkalenders. Zur nun erschienenen 114. Ausgabe hat das Jahrbuch mit Guntram Schulze-Wegener einen neuen Herausgeber erhalten, der die bewährte und beliebte Mischung von Historischem und Aktuellem, von Persönlichem und Technischem kräftig durchgemischt und neu interpretiert hat. (…) Dazu hat der Verlag dem Buch eine neue, ansprechende Optik verpasst. (…) Die Vielzahl kompetenter Autoren (…) garantiert dabei ungetrübtes, stets kurzweiliges Lesevergnügen zum maritimen Geschehen der vergangenen hundert Jahre.“
Markus Pöhlmann, wissenschaftlicher Mitarbeiter beim Militärgeschichtlichen Forschungsamt, besprach 2010 Schulze-Wegeners Veröffentlichung Illustrierte deutsche Kriegsgeschichte im Rezensionsjournal sehepunkte. Laut Pöhlmann handelt es sich um den Versuch, „eine nationalkonservative Meistererzählung deutscher Waffentaten zu schreiben.“ Auffallend sei ein „penetrante[r] Nebensatz-Revisionismus“, insbesondere in der Darstellung beider Weltkriege seien selektive Schilderungen zu finden, die „auf die Exkulpation deutscher Politik und Kriegspraxis“ abzielten. Die Verbrechen der Wehrmacht würden „nicht gänzlich“ ausgeblendet, aber tendenziös dargestellt. Der Leser werde von Schulze-Wegener mit „nationalkonservativen Geschichtsbildern des ausgehenden 19. Jahrhunderts und mit geschichtspolitischen Codes der ‚Neuen Rechten‘“ bedient, so Pöhlmann.
Heinrich Walle, Fregattenkapitän a. D. und ehemaliger wissenschaftlicher Mitarbeiter beim Militärgeschichtlichen Forschungsamt, besprach Schulze-Wegeners Veröffentlichung Illustrierte deutsche Kriegsgeschichte in der Fachzeitschrift Marineforum (12–2010). Walle hebt hervor, dass Schulze-Wegener „eine faktenorientierte Zusammenstellung kriegerischer Ereignisse vorgelegt“ habe, „wie sie bisher nicht erhältlich war“. Der Band würde nicht den Anspruch erheben, „eine wissenschaftliche Fachdarstellung oder gar ein Handbuch der deutschen Militärgeschichte zu sein, sondern ist ein populärwissenschaftliches Sachbuch, dessen Inhalte jedoch stimmig sind“. Ferner basiere die Publikation „uneingeschränkt auf den immer noch gültigen Traditionserlassen für die Bundeswehr. Damit wird weder der Krieg verherrlicht, noch die Wehrmacht als Traditionsträger gesehen, wohl aber der Einsatz von Soldaten, die guten Glaubens für ihr Vaterland gekämpft hatten und sich dabei keiner Verbrechen schuldig gemacht hatten, gewürdigt.“

## Veröffentlichungen (Auswahl)
Als Autor:
- Die deutsche Kriegsmarine-Rüstung 1942–1945. Verlag Mittler & Sohn, Hamburg, Berlin, Bonn 1997, ISBN 3-8132-0533-9 (Dissertation, Universität Kiel, 1996).
- Deutschland zur See. 150 Jahre Marinegeschichte. Herausgegeben im Auftrag des Deutschen Marine Instituts. Koehler, Hamburg 1998; 3. Auflage: Deutschland zur See. Illustrierte Marinegeschichte von den Anfängen bis heute. Mittler, Hamburg 2010, ISBN 978-3-8132-0920-4.
- Illustrierte Deutsche Kriegsgeschichte. Von den Anfängen bis heute. Ares, Graz 2010, ISBN 978-3-902475-72-5.
- Albrecht von Roon. Kriegsminister, Generalfeldmarschall, Ministerpräsident. be.bra, Berlin 2011, ISBN 978-3-937233-84-0.
- Das Eiserne Kreuz in der deutschen Geschichte. In Zusammenarbeit mit dem Wehrgeschichtlichen Museum Rastatt. Ares, Graz 2012, ISBN 978-3-902732-06-4.
- Der Erste Weltkrieg im Bild. Deutschland und Österreich an den Fronten 1914–1918. Ares, Graz 2014, ISBN 978-3-902732-24-8.
- Der Erste Weltkrieg 1914–1918. Die große Katastrophe. Mittler, Hamburg, Berlin, Bonn 2014, ISBN 978-3-8132-0953-2.
- Wilhelm I. Deutscher Kaiser, König von Preußen, Nationaler Mythos. Mittler, Hamburg, Bonn 2015, ISBN 978-3-8132-0964-8.
- Kurs Marine. Tradition, Werte, Selbstverständnis. Hrsg. von Vizeadmiral a. D. Wolfgang E. Nolting im Auftrag der Marine-Offizier-Vereinigung e. V., Mittler, Hamburg 2021, ISBN 978-3-8132-1104-7.
- Deutschland zur See. 175 Jahre Marine. In Kooperation mit dem Deutschen Maritimen Institut und der Marine-Offizier-Vereinigung e. V., Mittler im Maximilian Verlag GmbH & Co. KG, Hamburg 2023, ISBN 978-3-8132-1115-3

Als Herausgeber:
- Die großen Schlachten. Kampf um Berlin. Moewig, Rastatt o. J., ISBN 3-8118-6380-0.
- mit Sigurd Hess, Dieter Stockfisch und Heinrich Walle: 50 Jahre Deutsche Marine im Bild. Report, Bonn 2006, ISBN 3-932385-25-X.
- mit Michael Salewski: Kriegsjahr 1944. Im Großen und im Kleinen. Steiner, Stuttgart 1995, ISBN 3-515-06674-8.
- mit Sigurd Hess und Heinrich Walle: Faszination See. 50 Jahre Marine der Bundesrepublik Deutschland. Im Auftrag des Deutschen Marine Instituts. Mittler & Sohn, Hamburg/Berlin/Bonn 2005, ISBN 3-8132-0838-9.
- Köhlers Flottenkalender. Internationales Jahrbuch der Seefahrt. Koehler im Maximilian Verlag GmbH & Co. KG, Hamburg 2024, ISBN 978-3-7822-1549-7.